# 薩米利夫卡 (克里什托皮夫卡長老區)
48°42′25″N 36°17′12″E / 48.70694°N 36.28667°E
薩米利夫卡（羅馬化：Samiilivka）是位於烏克蘭東部的村莊，由哈爾科夫州洛佐瓦區布利茲紐基市鎮的克里什托皮夫卡村委會負責管轄。該村處於大捷爾尼夫卡河畔，始建於1790年，面積0.11平方公里，海拔高度89米，2001年人口48。